# Kottalgi, Athni
Kottalgi là một làng thuộc tehsil Athni, huyện Belgaum, bang Karnataka, Ấn Độ.